# 前430年
| 千纪： | 前1千纪 |
| 世纪： | 前6世纪 \| 前5世纪 \| 前4世纪 |
| 年代： | 前460年代 \| 前450年代 \| 前440年代 \| 前430年代 \| 前420年代 \| 前410年代 \| 前400年代                                                                           |
| 年份： | 前435年 \| 前434年 \| 前433年 \| 前432年 \| 前431年 \| 前430年 \| 前429年 \| 前428年 \| 前427年 \| 前426年 \| 前425年                                             |
| 纪年： | 周考王十一年 魯元公七年 齊宣公二十六年 晉幽公四年 趙襄子四十六年 秦躁公十三年 楚簡王二年 宋昭公(战国)三十九年 衛昭公二年 鄭共公二十五年 燕閔公九年 越王朱勾十八年 |

## 大事记
- 古希臘爆發瘟疫大流行，主要是在雅典，超過三萬人死亡。

## 逝世
- 芝诺，古希腊哲学家(约前495年出生）。
- 恩培多克勒（前490年－前430年），古希臘哲學家。